# Campeonato Argentino de Mayores 1978
El Campeonato Argentino de Mayores de 1978 fue la trigésimo-cuarta edición del torneo de uniones regionales organizado por la Unión Argentina de Rugby. Se llevó a cabo entre el 19 de agosto y 3 de septiembre de 1978.
Por segunda vez en la historia del torneo la Unión de Rugby de Rosario fue designada como sede de las fases finales del torneo, la última vez siendo en 1967. Rosario albergó así su cuarta Final (incluyendo los torneos previos a la introducción de sedes rotativas en1962 y 1964), la mayor cantidad para una unión regional en aquel entonces.
Buenos Aires consiguió su décimo-sexto título, el décimo-tercero de forma consecutiva, luego de vencer a la Unión de Rugby de Rosario en la final 31-18.

## Equipos participantes
Participaron de esta edición quince equipos: catorce uniones provinciales y la Unión Argentina de Rugby, representada por el equipo de Buenos Aires. 
| Equipo        | Unión                                                |
| ------------- | ---------------------------------------------------- |
| Alto Valle    | Unión de Rugby del Alto Valle de Río Negro y Neuquén |
| Buenos Aires  | Unión Argentina de Rugby                             |
| Chubut        | Unión de Rugby del Valle del Chubut                  |
| Córdoba       | Unión Cordobesa de Rugby                             |
| Cuyo          | Unión de Rugby de Cuyo                               |
| Jujuy         | Unión Jujeña de Rugby                                |
| Mar del Plata | Unión de Rugby de Mar del Plata                      |
| Nordeste      | Unión de Rugby del Nordeste                          |
| Rosario       | Unión de Rugby de Rosario                            |
| Salta         | Unión de Rugby de Salta                              |
| San Juan      | Unión Sanjuanina de Rugby                            |
| Santa Fe      | Unión Santafesina de Rugby                           |
| Sur           | Unión de Rugby del Sur                               |
| Tandil        | Unión Tandilense de Rugby                            |
| Tucumán       | Unión de Rugby de Tucumán                            |

La Unión de Rugby Austral no participó del torneo debido a la suspensión de su afiliación a la Unión Argentina de Rugby, producto de su ausencia en el Campeonato Argentino de Mayores de 1977 y reuniones correspondiente a la Comisión de Uniones de la misma temporada.

## Primera fase

### Zona 1
La Unión de Rugby del Alto Valle de Río Negro y Neuquén actuó como subsede de la Zona 1.
|  | Semifinales  | Semifinales | Semifinales |            |     | Final | Final | Final |  |
|  | 19 de agosto |             |             |            |     |       |       |       |  |
|  |              |             |             |            |     |       |       |       |  |
|  |              |             |             |            |     |       |       |       |  |
|  | Chubut       | Chubut      | 7           |            |     |       |       |       |  |
|  | Chubut       | Chubut      | 7           |            |     |       |       |       |  |
|  | Sur          | Sur         | 21          |            |     |       |       |       |  |
|  | Sur          | Sur         | 21          |            | Sur | Sur   | 0     |       |  |
|  |              |             |             |            | Sur | Sur   | 0     |       |  |
|  |              |             | Alto Valle  | Alto Valle | 4   |       |       |       |  |
|  |              |             | Alto Valle  | Alto Valle | 4   |       |       |       |  |
|  |              |             |             |            |     |       |       |       |  |
|  |              |             |             |            |     |       |       |       |  |
|  |              |             |             |            |     |       |       |       |  |
|  |              |             |             |            |     |       |       |       |  |

| 19 de agosto | Chubut | 7 - 21  | Sur | Marabunta Rugby Club, Cipolletti           |                                            |
|              |        | Reporte |     | Árbitro(s): José M. Cabanas (Buenos Aires) | Árbitro(s): José M. Cabanas (Buenos Aires) |

| 20 de agosto | Sur | 0 - 4   | Alto Valle | Marabunta Rugby Club, Cipolletti           |                                            |
|              |     | Reporte |            | Árbitro(s): José M. Cabanas (Buenos Aires) | Árbitro(s): José M. Cabanas (Buenos Aires) |

### Zona 2
La Unión de Rugby de Mar del Plata actuó como subsede de la Zona 2, con los encuentros disputándose en el Parque Camet.
|  | Semifinales  | Semifinales  | Semifinales   |               |              | Final        | Final        | Final        |  |
|  | 19 de agosto | 19 de agosto | 19 de agosto  |               |              | 20 de agosto | 20 de agosto | 20 de agosto |  |
|  |              |              |               |               |              |              |              |              |  |
|  |              |              |               |               |              |              |              |              |  |
|  | Tandil       | Tandil       | 9             |               |              |              |              |              |  |
|  | Tandil       | Tandil       | 9             |               |              |              |              |              |  |
|  | Buenos Aires | Buenos Aires | 55            |               |              |              |              |              |  |
|  | Buenos Aires | Buenos Aires | 55            |               | Buenos Aires | Buenos Aires | 18           |              |  |
|  |              |              |               |               | Buenos Aires | Buenos Aires | 18           |              |  |
|  |              |              | Mar del Plata | Mar del Plata | 3            |              |              |              |  |
|  |              |              | Mar del Plata | Mar del Plata | 3            |              |              |              |  |
|  |              |              |               |               |              |              |              |              |  |
|  |              |              |               |               |              |              |              |              |  |
|  |              |              |               |               |              |              |              |              |  |
|  |              |              |               |               |              |              |              |              |  |

| 19 de agosto | Tandil | 9 - 55  | Buenos Aires | Parque Camet, Mar del Plata                   |                                               |
|              |        | Reporte |              | Árbitro(s): Oscar A. Espinosa (Mar del Plata) | Árbitro(s): Oscar A. Espinosa (Mar del Plata) |

| 20 de agosto | Buenos Aires | 18 - 3  | Mar del Plata | Parque Camet, Mar del Plata           |                                       |
|              |              | Reporte |               | Árbitro(s): Miguel A. Sansó (Rosario) | Árbitro(s): Miguel A. Sansó (Rosario) |

### Zona 3
La Unión de Rugby de Salta actuó como subsede de la Zona 3, con los encuentros disputándose en las instalaciones del Jockey Club de Limache, Salta.
|  | Semifinales  | Semifinales  | Semifinales  |         |         | Final        | Final        | Final        |  |
|  | 19 de agosto | 19 de agosto | 19 de agosto |         |         | 20 de agosto | 20 de agosto | 20 de agosto |  |
|  |              |              |              |         |         |              |              |              |  |
|  |              |              |              |         |         |              |              |              |  |
|  | Salta        | Salta        | 19           |         |         |              |              |              |  |
|  | Salta        | Salta        | 19           |         |         |              |              |              |  |
|  | Tucumán      | Tucumán      | 20           |         |         |              |              |              |  |
|  | Tucumán      | Tucumán      | 20           |         | Tucumán | Tucumán      | 15           |              |  |
|  |              |              |              |         | Tucumán | Tucumán      | 15           |              |  |
|  |              |              | Córdoba      | Córdoba | 18      |              |              |              |  |
|  | Córdoba      | Córdoba      | Córdoba      | Córdoba | 18      | 49           |              |              |  |
|  | Córdoba      | Córdoba      |              |         |         | 49           |              |              |  |
|  | Jujuy        | Jujuy        | 0            |         |         |              |              |              |  |
|  | Jujuy        | Jujuy        | 0            |         |         |              |              |              |  |
|  |              |              |              |         |         |              |              |              |  |

| 19 de agosto | Salta | 19 - 20 | Tucumán | Jockey Club de Salta, Salta         |                                     |
|              |       | Reporte |         | Árbitro(s): Andrés Alderete (Jujuy) | Árbitro(s): Andrés Alderete (Jujuy) |

| 19 de agosto | Córdoba | 49 - 0  | Jujuy | Jockey Club de Salta, Salta             |                                         |
|              |         | Reporte |       | Árbitro(s): Carlos Finnemore (San Juan) | Árbitro(s): Carlos Finnemore (San Juan) |

| 20 de agosto | Tucumán | 15 - 18 | Córdoba | Jockey Club de Salta, Salta             |                                         |
|              |         | Reporte |         | Árbitro(s): Carlos Finnemore (San Juan) | Árbitro(s): Carlos Finnemore (San Juan) |

### Zona 4
La Unión Sanjuanina de Rugby actuó como subsede de la Zona 4, con los encuentros disputándose en las instalaciones del Universidad Nacional de San Juan.
|  | Semifinales  | Semifinales  | Semifinales  |      |          | Final        | Final        | Final        |  |
|  | 19 de agosto | 19 de agosto | 19 de agosto |      |          | 20 de agosto | 20 de agosto | 20 de agosto |  |
|  |              |              |              |      |          |              |              |              |  |
|  |              |              |              |      |          |              |              |              |  |
|  | San Juan     | San Juan     | 15           |      |          |              |              |              |  |
|  | San Juan     | San Juan     | 15           |      |          |              |              |              |  |
|  | Santa Fe     | Santa Fe     | 16           |      |          |              |              |              |  |
|  | Santa Fe     | Santa Fe     | 16           |      | Santa Fe | Santa Fe     | 19           |              |  |
|  |              |              |              |      | Santa Fe | Santa Fe     | 19           |              |  |
|  |              |              | Cuyo         | Cuyo | 57       |              |              |              |  |
|  | Cuyo         | Cuyo         | Cuyo         | Cuyo | 57       | 37           |              |              |  |
|  | Cuyo         | Cuyo         |              |      |          | 37           |              |              |  |
|  | Nordeste     | Nordeste     | 0            |      |          | Tercer lugar | Tercer lugar | Tercer lugar |  |
|  | Nordeste     | Nordeste     | 0            |      |          | Tercer lugar | Tercer lugar | Tercer lugar |  |
|  |              |              |              |      |          |              |              |              |  |
|  |              |              |              |      |          | San Juan     | San Juan     | 3            |  |
|  |              |              |              |      |          | San Juan     | San Juan     | 3            |  |
|  |              |              |              |      |          | Nordeste     | Nordeste     | 19           |  |
|  |              |              |              |      |          | Nordeste     | Nordeste     | 19           |  |
|  |              |              |              |      |          |              |              |              |  |

| 19 de agosto | San Juan | 15 - 16 | Santa Fe | Universidad Nacional, San Juan                  |                                                 |
|              |          | Reporte |          | Árbitro(s): Manuel A. Peralta Ramírez (Córdoba) | Árbitro(s): Manuel A. Peralta Ramírez (Córdoba) |

| 19 de agosto | Cuyo | 37 - 0  | Nordeste | Universidad Nacional, San Juan     |                                    |
|              |      | Reporte |          | Árbitro(s): Néstor Tula (San Juan) | Árbitro(s): Néstor Tula (San Juan) |

| 20 de agosto | San Juan | 3 - 19  | Nordeste | Universidad Nacional, San Juan |  |
|              |          | Reporte |          |                                |  |

| 20 de agosto | Santa Fe | 19 - 57 | Cuyo | Universidad Nacional, San Juan     |                                    |
|              |          | Reporte |      | Árbitro(s): Néstor Tula (San Juan) | Árbitro(s): Néstor Tula (San Juan) |

## Cuartos de final
El encuentro interzonal clasificatorio para las semifinales del torneo enfrentó a los ganadores las zonas 1 y 2, la Unión de Rugby del Alto Valle de Río Negro y Neuquén y Buenos Aires.
| 27 de agosto | Alto Valle | 8 - 79  | Buenos Aires | Club Marabunta, Cipolletti               |                                          |
|              |            | Reporte |              | Árbitro(s): Sergio Morteo (Buenos Aires) | Árbitro(s): Sergio Morteo (Buenos Aires) |

## Fase Final
La Unión de Rugby de Rosario clasificó directamente a semifinales por ser sede de las fases finales. Los encuentro se llevaron a cabo en las instalaciones del Club Atlético del Rosario. 
|  | Semifinales     | Semifinales     | Semifinales     |         |              | Final           | Final           | Final           |  |
|  | 2 de septiembre | 2 de septiembre | 2 de septiembre |         |              | 3 de septiembre | 3 de septiembre | 3 de septiembre |  |
|  |                 |                 |                 |         |              |                 |                 |                 |  |
|  |                 |                 |                 |         |              |                 |                 |                 |  |
|  | Buenos Aires    | Buenos Aires    | 21              |         |              |                 |                 |                 |  |
|  | Buenos Aires    | Buenos Aires    | 21              |         |              |                 |                 |                 |  |
|  | Córdoba         | Córdoba         | 12              |         |              |                 |                 |                 |  |
|  | Córdoba         | Córdoba         | 12              |         | Buenos Aires | Buenos Aires    | 31              |                 |  |
|  |                 |                 |                 |         | Buenos Aires | Buenos Aires    | 31              |                 |  |
|  |                 |                 | Rosario         | Rosario | 18           |                 |                 |                 |  |
|  | Cuyo            | Cuyo            | Rosario         | Rosario | 18           | 16              |                 |                 |  |
|  | Cuyo            | Cuyo            |                 |         |              | 16              |                 |                 |  |
|  | Rosario         | Rosario         | 32              |         |              |                 |                 |                 |  |
|  | Rosario         | Rosario         | 32              |         |              |                 |                 |                 |  |
|  |                 |                 |                 |         |              |                 |                 |                 |  |

### Semifinales
| 2 de septiembre | Buenos Aires | 21 - 12 | Córdoba | Plaza Jewell, Rosario              |                                    |
|                 |              | Reporte |         | Árbitro(s): Roque Daneri (Tucumán) | Árbitro(s): Roque Daneri (Tucumán) |

| 2 de septiembre | Cuyo | 16 - 32 | Rosario | Plaza Jewell, Rosario                      |                                            |
|                 |      | Reporte |         | Árbitro(s): Roberto Magnani (Buenos Aires) | Árbitro(s): Roberto Magnani (Buenos Aires) |

### Final
| 3 de septiembre | Buenos Aires | 31 - 18 | Rosario | Plaza Jewell, Rosario                      |                                            |
|                 |              | Reporte |         | Árbitro(s): Alberto Roldán (Mar del Plata) | Árbitro(s): Alberto Roldán (Mar del Plata) |

|                      |
| Buenos Aires Campeón |
| Décimo-sexto título  |